# Marcel Dzama

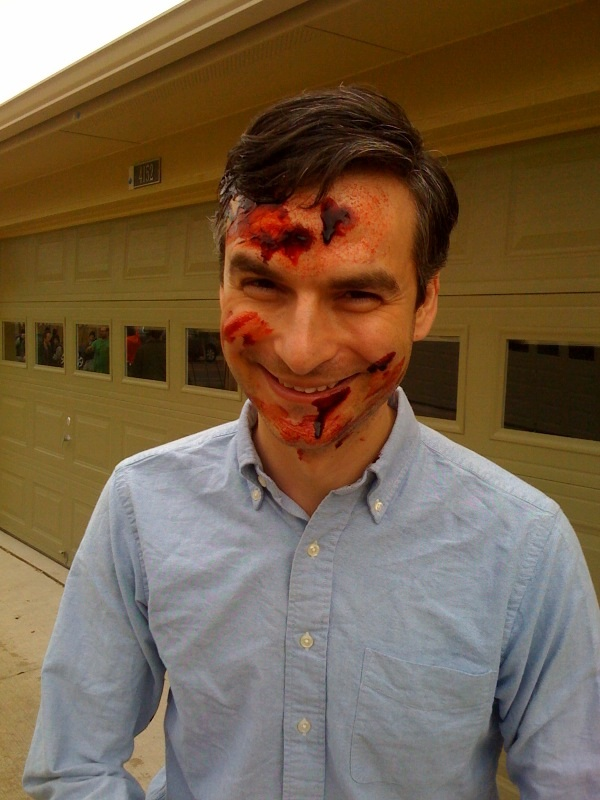
Marcel Dzama mit Make-up 2010

Marcel Dzama (* 1974 in Winnipeg, Manitoba) ist ein kanadischer Zeichner, Objektkünstler und Filmemacher.

## Biografie
Marcel Dzama studierte an der University of Manitoba in Winnipeg und arbeitet seit 1996 als Künstler in New York und Winnipeg. Er ist Mitbegründer der Royal Art Lodge, einer kanadischen Künstlervereinigung und wird vertreten von der Galerie Sies + Höke in Düsseldorf und der David Zwirner Gallery in New York.
Dzama kreierte unter anderem Albumcover für die Musiker Beck (Guero und Guerolito), The Weakerthans (Reconstruction Site) und das EP-Cover für die Band They Might Be Giants (Bed, Bed, Bed). Zudem spielt er in einer Band mit dem Namen Albatross Note, für dessen Albumcover (u. a. The Art Lodge Tapes) er ebenfalls verantwortlich ist.
Er hat mit dem Regisseur Spike Jonze für den Film Sad Ghost zusammengearbeitet.

## Stil
Marcel Dzama ist bekannt für seine kleinformatigen Tusche- und Aquarellzeichnungen, die hauptsächlich die Verschmelzung von Mensch und Tier darstellen. Neben dem Zeichnen umfasst sein künstlerisches Schaffen auch Videoinstallationen, Skulpturkunst und Polyptychonwerke.

## Ausstellungen (Auswahl)
1998
- David Zwirner, New York

2002
- La Biennale de Montréal 2002, Montreal

2003
- The Royal Art Lodge - Ask the Dust Museum of Contemporary Art, Los Angeles
- The Royal Art Lodge - Ask the Dust The Power Plant, Toronto
- The Royal Art Lodge - Ask the Dust Drawing Center, New York

2004
- Central Station - The Harald Falckenberg Collection La Maison Rouge, Paris
- Diaries and Dreams Ursula Blickle Stiftung, Kraichtal
- Bears in My Room - Works on Paper by Marcel Dzama Second Street Gallery, Charlottesville
- Strips & Characters - Kunst unter dem Einfluss von Comics Kunstverein Wolfsburg

2005
- Funny Cuts - Cartoons und Comics in der zeitgenössischen Kunst Staatsgalerie Stuttgart

2006
- Into Me / Out Of Me, Kunst-Werke Berlin
- The Wonderful Fund, Collecting Art for the New Millennium, West Sussex
- Marcel Dzama - Tree with Roots, CCA - Centre for Contemporary Art, Glasgow
- Richard Heller Gallery, Santa Monica CA
- P.S.1 Contemporary Art Center, Long Island City
- Parallel Visions II - Outsider and Insider Art Today, Galerie St. Etienne, New York
- Yerba Buena Center for the Arts, San Francisco CA
- National Gallery of Canada - Musée des beaux-arts du Canada, Ottawa, Ontario

2007
- Hinter Den Sieben Bergen, Patricia Low Contemporary, Gstaad

## Publikationen (Auswahl)
Marcel Dzama (presents) Opposition and Sister Squares Reconciled (Edition Ex Libris Nr. 20), Köln 2011, ISBN 978-3-89770-950-8.
- Paintings & Drawings, Sies + Höke, Düsseldorf 2004, ISBN 3-88375-842-6.
- The Course of Human History Personified, New York, David Zwirner 2006, ISBN 0-9769136-1-5.
- The Berlin Years, McSweeneys, San Francisco 2006, ISBN 1-932416-74-9.
- Süddeutsche Zeitung Magazin, Sonderheft mit einem Bilderzyklus, Ausgabe Edition 46, 2008

## Auszeichnungen
1996
- Indiflix Award, Winnipeg, Kanada

1997
- Namta Award, University of Manitoba, Kanada
- Watercolor Award, University of Manitoba, Kanada

2000
- New Artist Award, Köln

2004
- The Sobey Art Award, Kanada
- Viewers Choice Award, Kanada

## Quelle
- Biography Marcel Dzama